# Sunbury (Pennsylvanie)
Pour les articles homonymes, voir Sunbury.
La ville de Sunbury est le siège du comté de Northumberland, situé dans le Commonwealth de Pennsylvanie, aux États-Unis. Sa population s’élevait à 9 905 habitants lors du recensement de 2010, estimée à 9 519 habitants en 2017.

## Géographie
La ville est située au confluent des deux bras du fleuve Susquehanna.